# Pandora gouldiana
Pandora gouldiana är en musselart som beskrevs av Dall 1886. Pandora gouldiana ingår i släktet Pandora och familjen Pandoridae. Inga underarter finns listade i Catalogue of Life.